# Mathias Gindl
Mathias Gindl (* 20. April 2000 in Mistelbach) ist ein österreichischer Fußballtorwart.

## Karriere
Gindl begann seine Karriere beim SV Bad Pirawarth. 2013 wechselte er zum SC Prottes. 2014 kam er in die AKA St. Pölten, in der er fortan sämtliche Altersstufen durchlief.
Zur Saison 2018/19 wechselte er zur zweitklassigen Zweitmannschaft des FK Austria Wien. Sein Debüt in der 2. Liga gab er im Oktober 2018, als er am zehnten Spieltag jener Saison gegen die WSG Wattens in der Startelf stand. In vier Spielzeiten bei den Young Violets kam er zu insgesamt 40 Zweitligaeinsätzen.
Zur Saison 2022/23 wechselte Gindl zum Ligakonkurrenten Floridsdorfer AC. Beim FAC konnte er sich aber nicht gegen Simon Spari durchsetzen und kam nur zweimal zum Einsatz. Zur Saison 2023/24 wechselte er zum Regionalligisten SC Neusiedl am See.